# Ardre kyrka
Ardre kyrka som tillhör Visby stift, har alltsedan medeltiden varit sockenkyrka i Ardre socken på Gotland. Därefter blev den församlingskyrka, vilket den sedan 2005 är i Garde församling.

## Byggnaden
Kyrkan, av putsad kalksten, är en av Gotlands minsta. Till sitt utförande är kyrkan en enskeppig salkyrka, med ett smalare kor och en rak altarvägg. Tornet från 1200-talet är byggt i romansk stil och ligger som brukligt är i väster, medan altaret är placerat i öster. Tornet är försett med en hög spira och inrymmer en klockvåning med tillhörande ljudgluggar och ett litet skärmtak. Huven från 1902 har ersatt en äldre, likartad föregångare. Kyrkans sadeltak är beklätt med svart, tjärat spån. 
Långhuset och koret uppfördes omkring 1250. Sakristian tillkom först 1801 och en ombyggnad skedde 1900–1902. Innerväggarna är putsade, taken består av tältvalv medan sakristian har ett tredingstak. Koret har en romansk portal från cirka 1200 med skulpterade kapitäl. Tidigare antas denna ha suttit i en äldre kyrka där även tornet ingått. Likaså finns på västra torngaveln en liten, enkel romansk portal. Två gotiska portaler hör till långhuset, en med högt gavelfält i söder, samt en enklare i norr. 
Interiören präglas starkt av en restaurering som skedde 1900–1902 efter ritningar av arkitekten Axel Herman Hägg. Från denna hör vägg- och valvmålningarna samt bänkinredningen, som länkar samman nygotiska inslag med motiv lånade från predikstolen, en skapelse från 1600-talets förra hälft.
Kyrkan har några medeltida träskulpturer: ett triumfkrucifix från 1200-talets mitt, en madonnabild från omkring 1500 och ett altarretabel från 1300-talets början. I korets trefönstergrupp ingår glasmålningar varav tre målade rutor är från cirka 1300, de övriga skapades 1901 av Carl Wilhelm Pettersson.
Kyrkan restaurerades exteriört 1973-1975 och interiört 1981.

## Inredning
Dopfunten är från 1200-talets första hälft. Kyrkans bänkinredning tillkom 1902.

### Orgel
- 1900 tillverkade Åkerman & Lund Orgelbyggeri en orgel med tre stämmor. Den är idag magasinerad. Fasaden ritades av A H Hägg.
- 1990 tillverkades en mekanisk orgel av J. Künkels Orgelverkstad. Fasaden, ritad av Ture Jangvik, är en kopia av A H Häggs från 1902.

| Manual            | Pedal      | Koppel  |
| Gedackt 8’        | Subbas 16' | Man/Ped |
| Salicional 8’     |            |         |
| Principal 4’      |            |         |
| Traversflöjt 4'   |            |         |
| Gemshorn 2'       |            |         |
| Crescendosvällare |            |         |

## Övrigt
Väster om kyrkan ligger den gamla skolan som nu är församlingshem. Intill syns grundmurarna från en medeltida kastal, vilken är fyrkantig och mäter 15 gånger 14 meter samt är 1,4 meter hög. Under restaurationen av kyrkan 1900–1902 fann man i golvet de så kallade Ardrestenarna, en grupp vikingatida run- och bildstenar. 

## Illustrationer

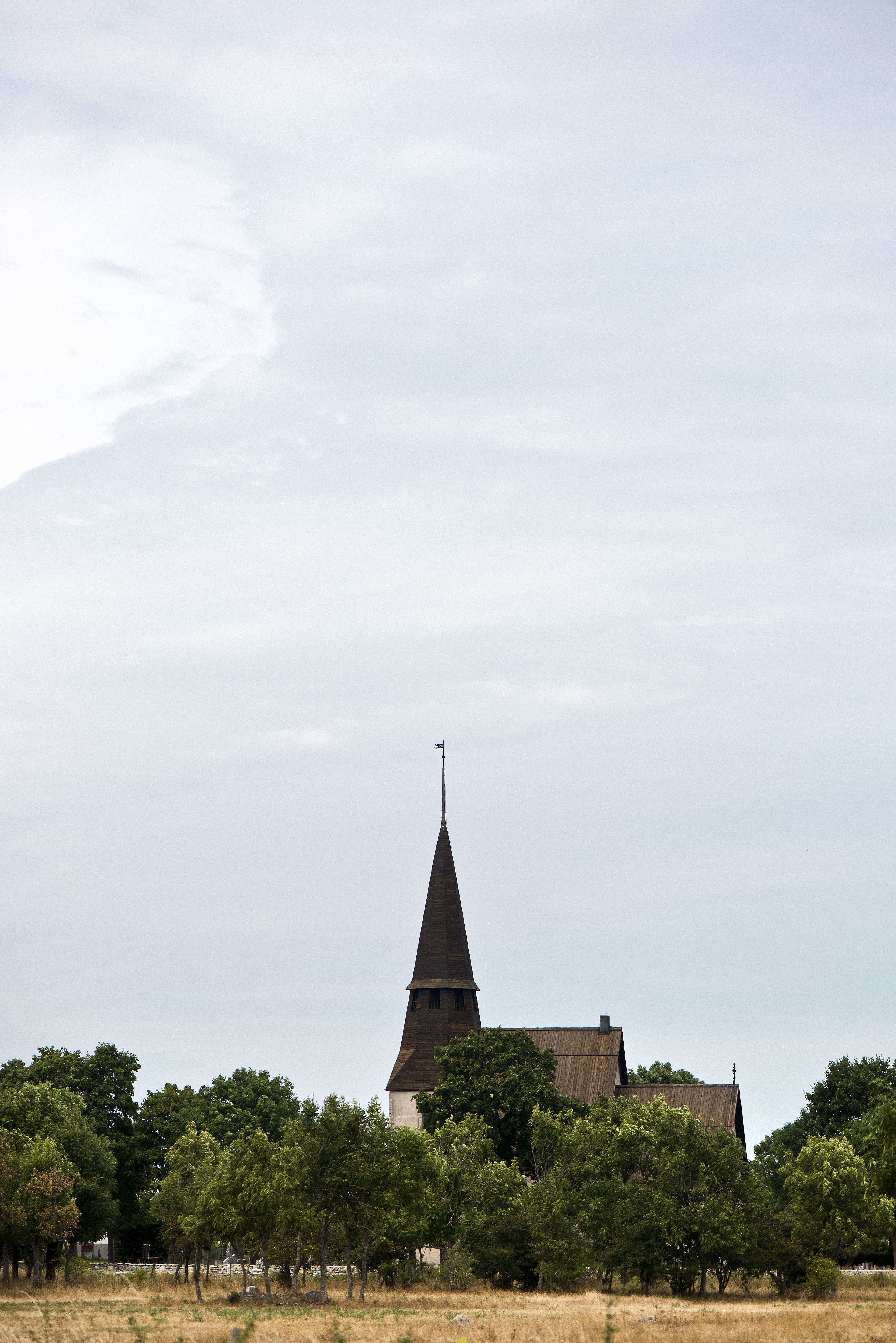
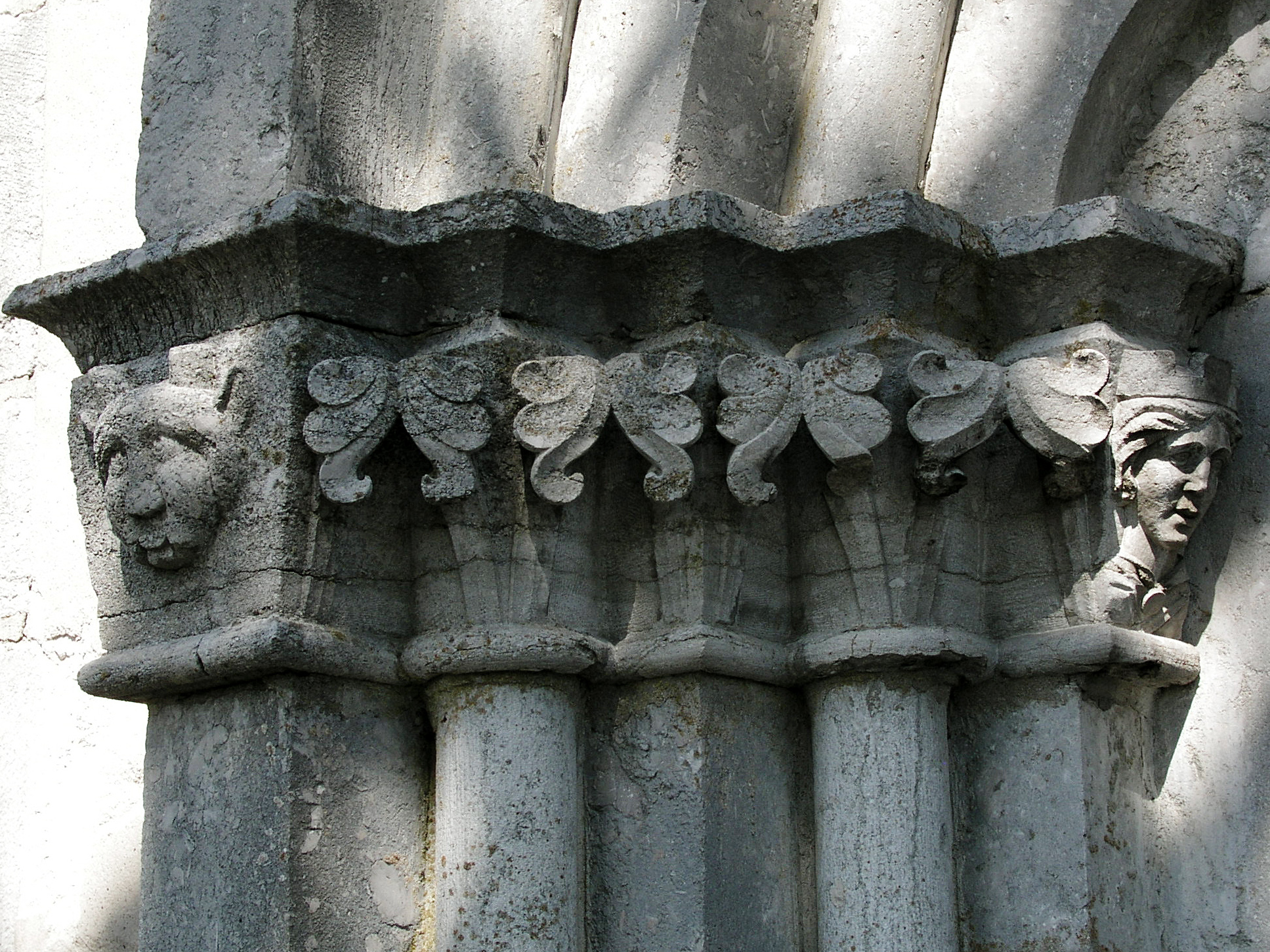
Figurer i portalen
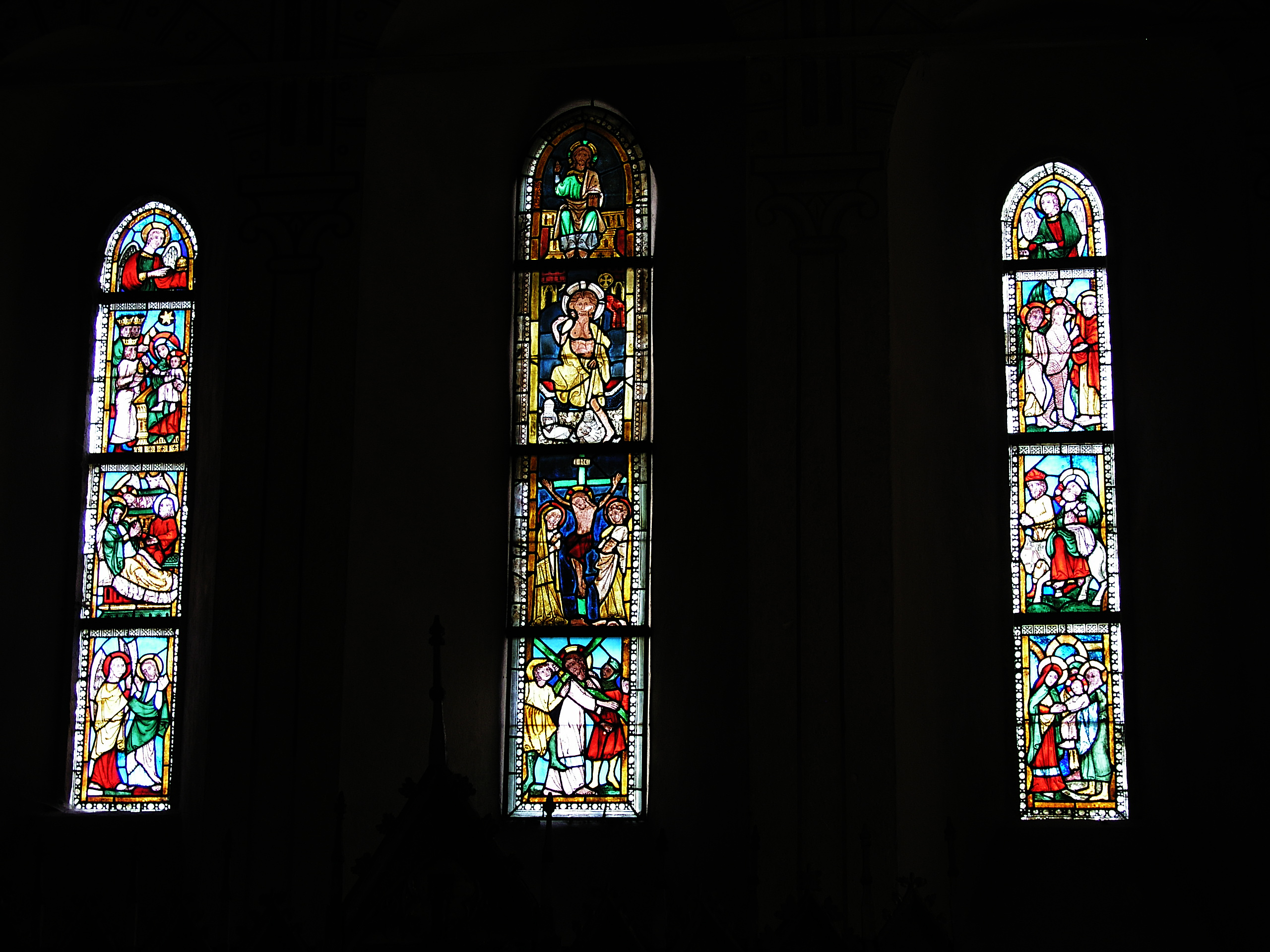
Kyrkfönster
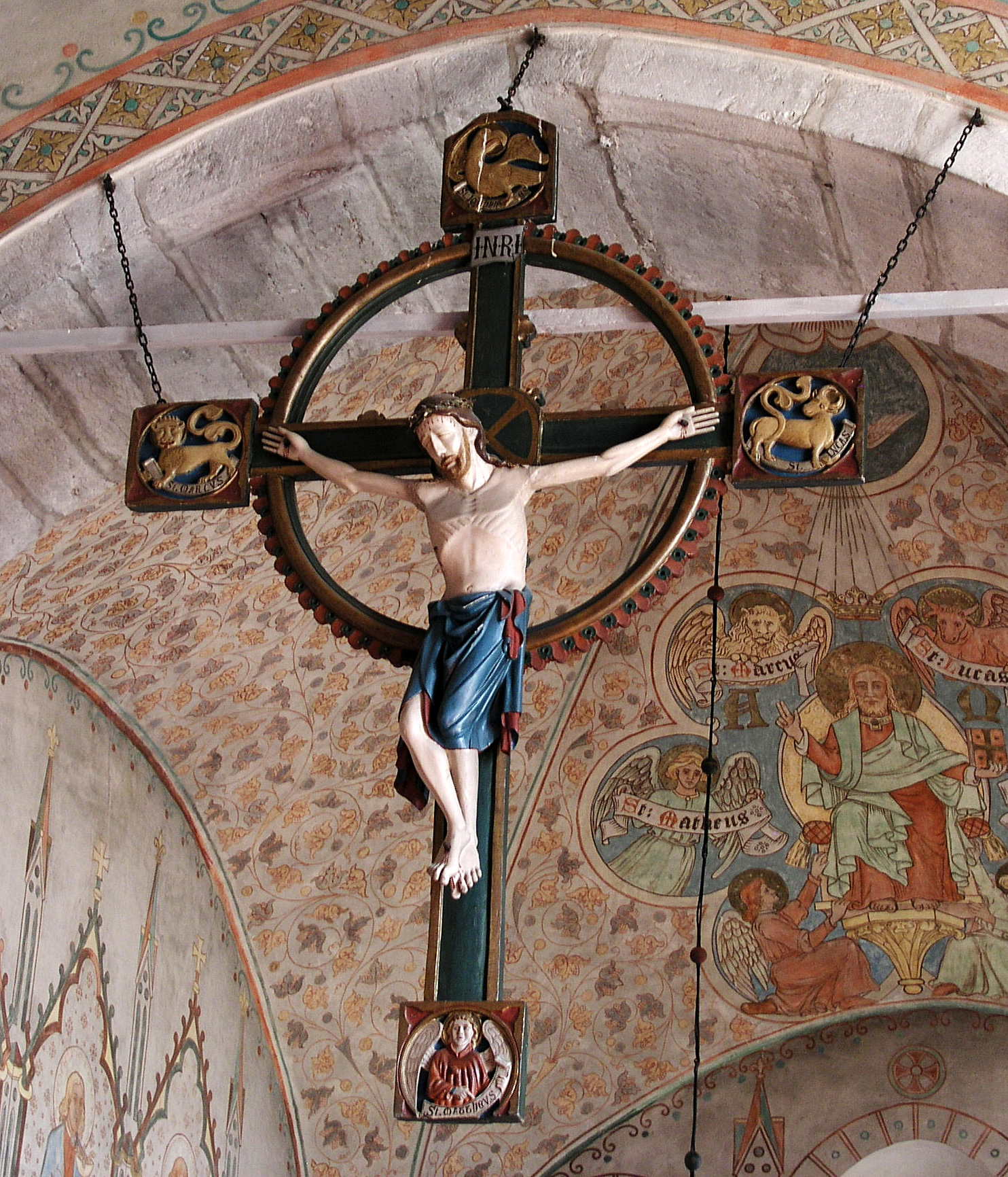
Krucifix
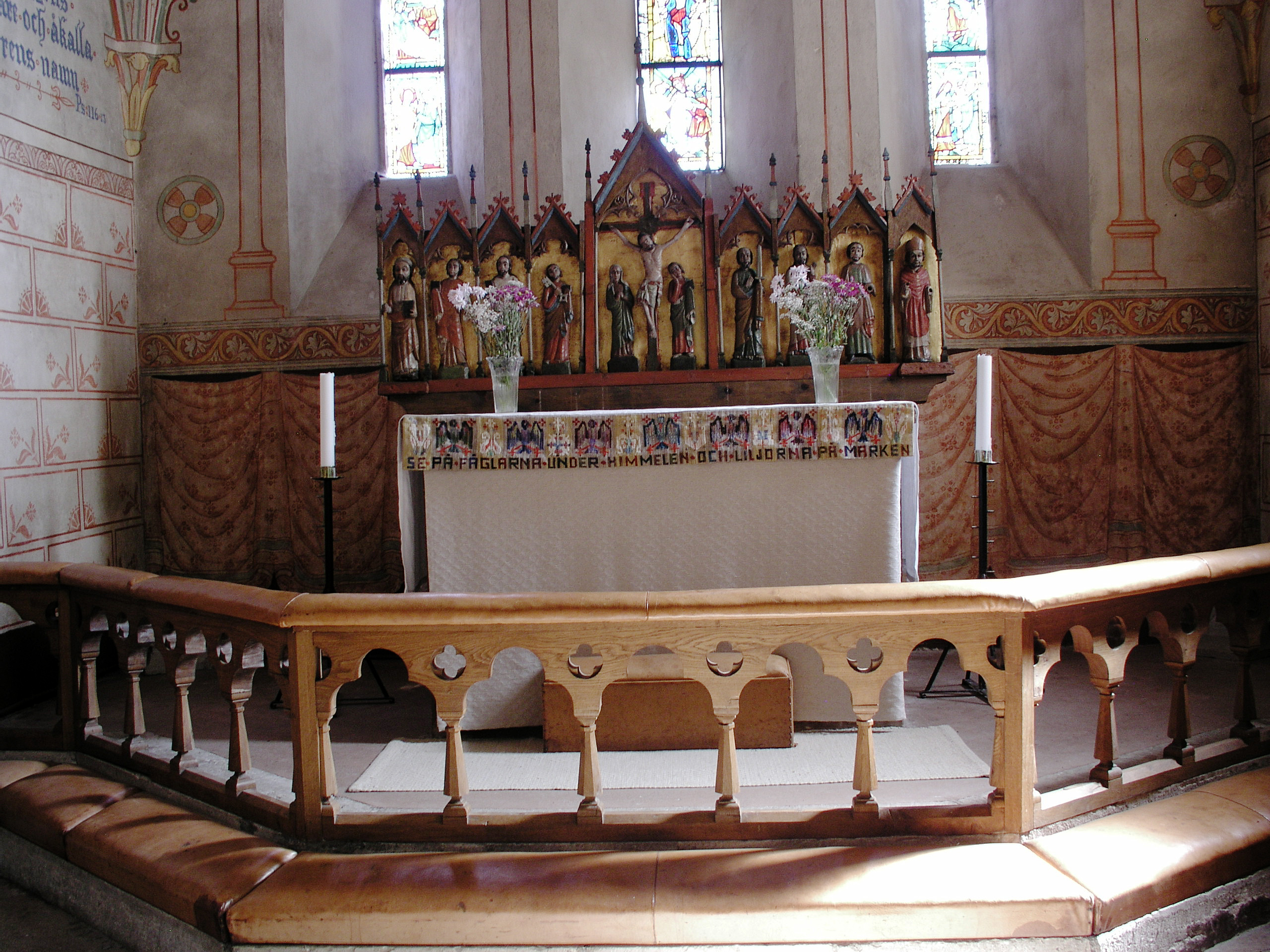
Altare
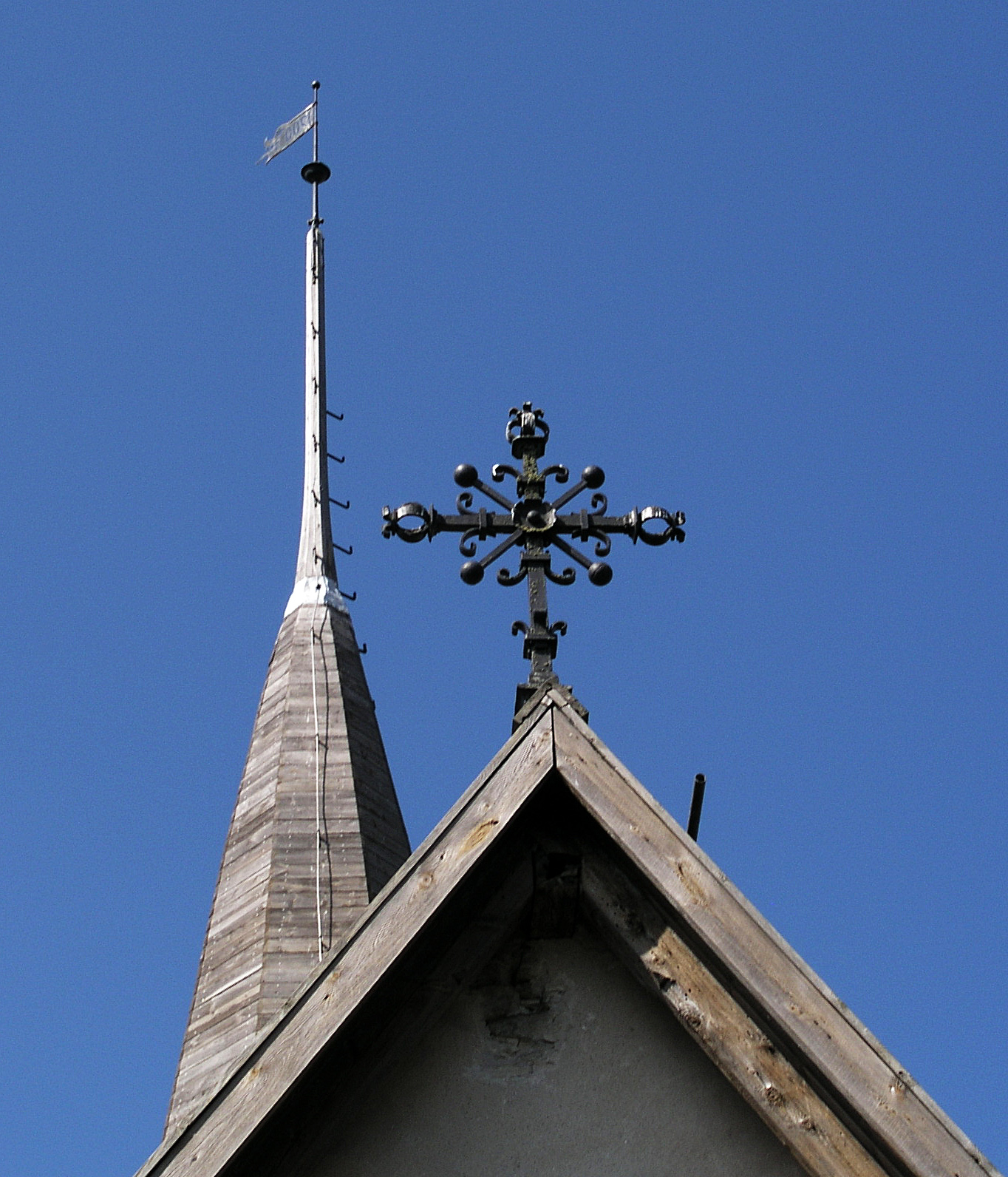
Tornspira och kors
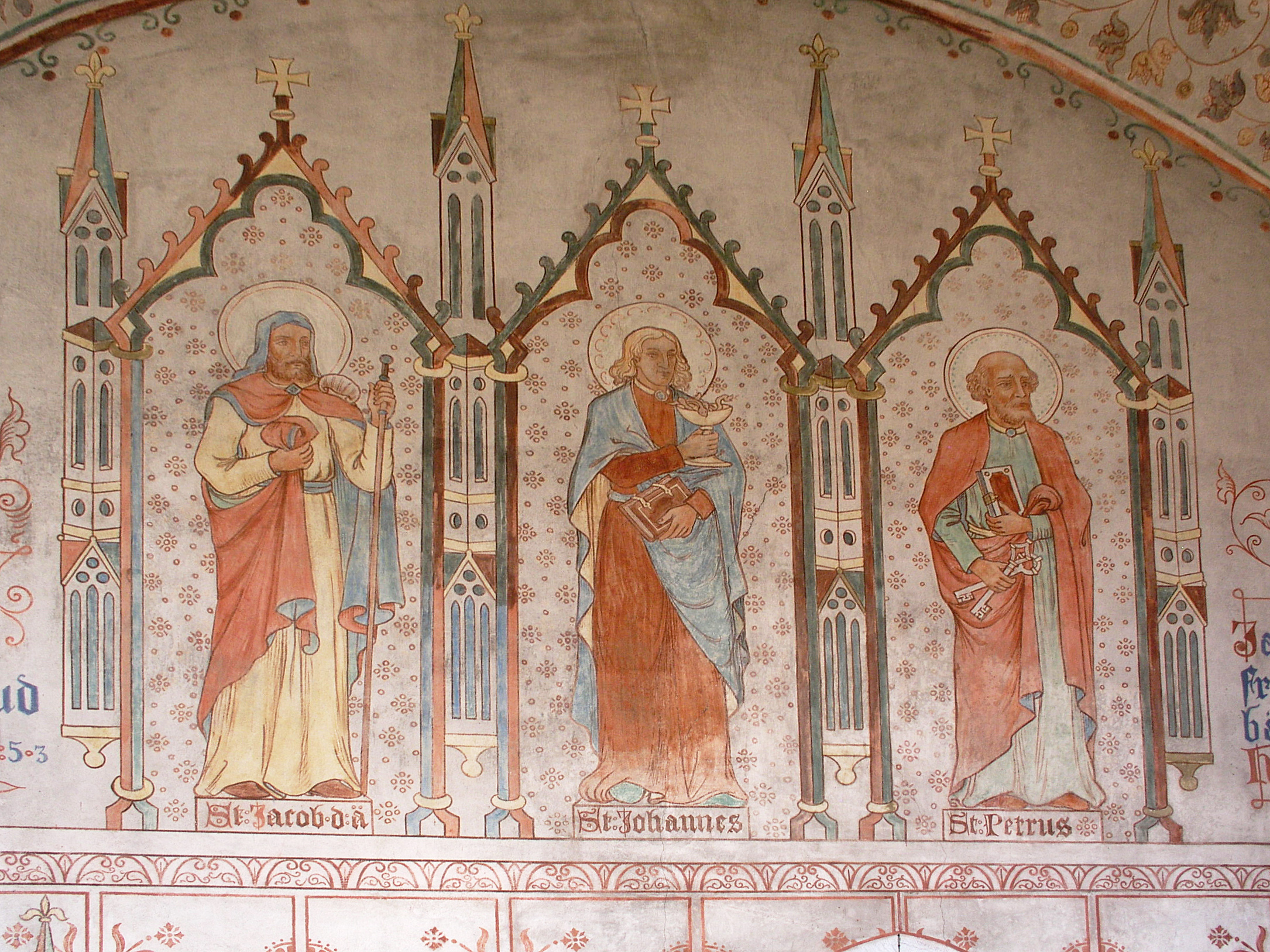
Väggmålning